# Léopold Gangloff
Pour les articles homonymes, voir Gangloff.
Léopold Hyacinthe Gangloff né à Saint-Pierre-lès-Calais le 16 mars 1856 et mort dans le 10e arrondissement de Paris le 17 août 1898, est un compositeur et chef d'orchestre français.
Il est le frère du dessinateur et illustrateur Charles Gangloff (1870-1941).

## Biographie
Pianiste de formation, il est le compositeur de près de six cents pièces chantées et pour piano (polkas, marches...) des années 1880-1890 sur des paroles, entre autres, de Eugène Héros, Ernest Gerny, Jules Jouy, Paul Arène ou Émile Carré, chantées par les plus grands interprètes de l'époque tels Paulus, Jules Mévisto, Ernest Vaunel, Marius Richard, Yvette Guilbert, Albert Caudieux, Félix Mayol ou Charlus.
Ses compositions les plus connues restent Germinal / Le Plumet ou Le Ventre de Paris, sur des textes d'Émile Zola et de William Busnach.
Mort à 42 ans des suites d'une longue maladie, Léopold Gangloff était syndic de la Société des auteurs, compositeurs et éditeurs de musique (Sacem),.
Léopold Gangloff a été inhumé au cimetière parisien de Pantin (4e division).

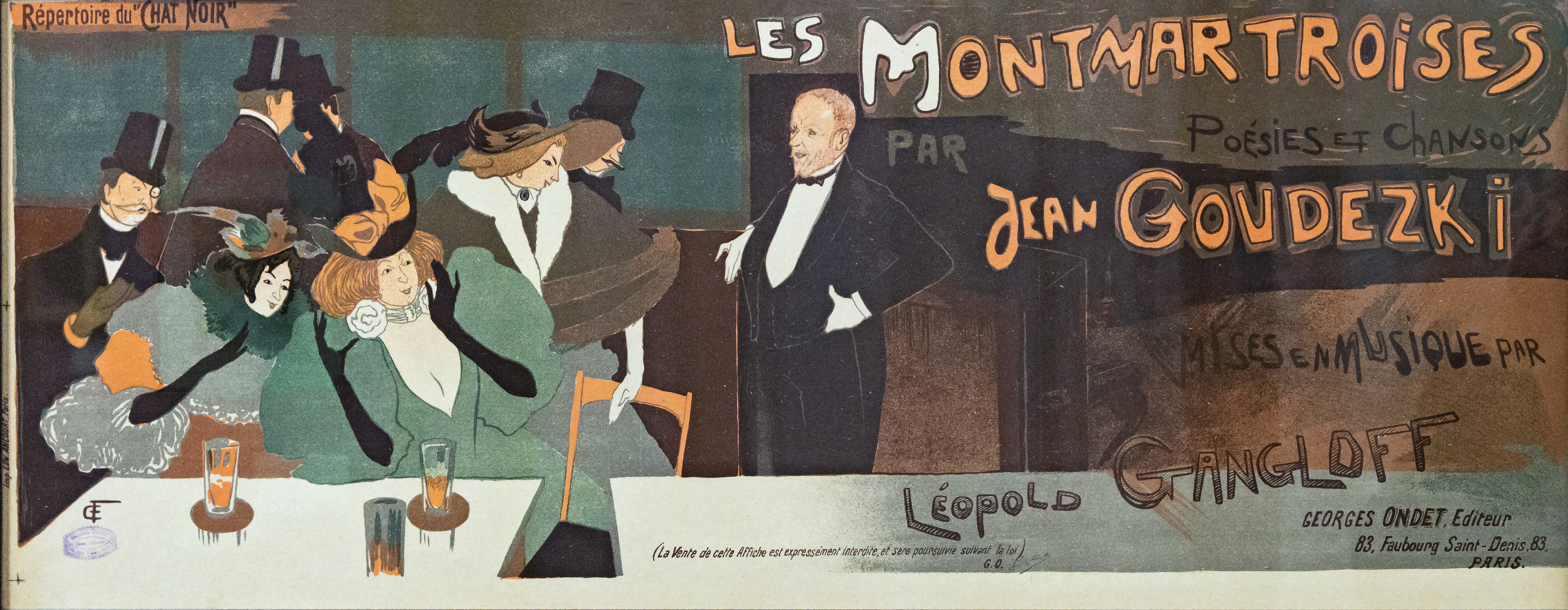
Les Montmartrois de Jean Goudezki et Léopold Gangloff (1891).

## Musique de danse
- 1884 : L'Ostendaise / Souvenir d'Ostende, danse nouvelle pour piano, Paris, L. Éveillard éditeur[8]
- 1885 : Fumée de Champagne, mazurka.
- 1887 : La Ganglovienne, valse nouvelle avec théorie, pour piano, Paris, L. Éthillard éditeur[9]
- 1887 : Brise de Nice, scottisch pour piano, Paris, L. Éveillard éditeur
- 1888 : La Boiteuse, polka pour piano, Paris, F. Vargues éditeur
- 1888 : Germinal, polka pour piano, Paris, E. Fromont éditeur
- 1892 : La Fortunée, grande valse pour piano, Paris, E. Meuriot éditeur

## Musique de chanson
- 1880 : La valse des tibias, paroles de A. Poupay, Paris, Société anonyme des Nouveaux répertoires de Paris
- 1880 : Le langage des fleurs, ou Jeunes filles et fleurs, rondeau-valse, paroles de Lucien Colonge, Paris, F. Bigot éditeur
- 1880 : Prière du soir, chansonnette populaire, paroles de Léon Garnier et Jean Clamadieu, Paris, Répertoire populaire
- 1883 : A ta santé, soleil !, paroles de Maxime Guy et G. Lemaître, Paris, Bassereau éditeur[10].
- 1886 : Devant la Samaritaine, chansonnette, paroles de Lucien Delormel et Léon Garnier, Paris, répertoire Paulus chez A. Clochard
- 1887 : Ça, c'est pas votre affaire !, chansonnette, paroles de Louis Marcel et Louis Dehné, Paris, F. Guillemain
- 1887 : Gendre et belle-maman, chansonnette comique, paroles de Belhiatus, Paris, Société anonyme des concerts de Paris
- 1888 : C'est elle, c'est moi, scie chantée, paroles d'Antoine Queyriaux et Lamy, Paris, Dommanget éditeur
- 1888 : Accidents de chasse, chansonnette, paroles d'Ernest Gerny et Charles Desmarest, Paris, Émile Benoît éditeur
- 1888 : La Boiteuse, chansonnette comique, paroles de Lucien Delormel et Léon Garnier, Paris, répertoire Paulus chez F. Vargues
- 1889 : La dot du gascon, chansonnette-monologue, paroles de Lucien Delormel et Léon Garnier, Paris, C. Joly imprimeur-éditeur
- 1889 : Le vin de Gascogne, , chanson, paroles de Lucien Delormel et Léon Garnier, Paris, C. Joly imprimeur-éditeur
- 1890 : L'ombre de Jeanne d'Arc, chant patriotique, paroles de Lucien Delormel, Paris, Georges Ondet éditeur
- 1890 : Zoé la bancale, chansonnette, paroles de Louis Marcel, Paris, Georges Ondet éditeur
- 1890 : Sous les saules, romance, paroles de Marie Després-Lévy[11], Paris, Deffarges éditeur
- 1891 : A Moscou, chanson-marche, paroles de Marchal, Paris, Bassereau éditeur
- 1891 : La Bratina, souvenir de Russie, chanson, paroles de Xautrac[12] et Delval, Paris, L. Deffarges éditeur
- 1892 : L'Album de Lili, fables et chansons pour jeunes de Léon Maillot[13], Paris, Georges Ondet éditeur
- 1892 : La fin d'une bordée, scène maritime, paroles de Louis Valona, Paris, Émile Benoît éditeur
- 1892 : Au Bois, chanson, paroles de Jean Lorrain
- 1892 : Ah ! c'que j'm'embête !, chanson, paroles d'Eugène Héros, Paris, Georges Ondet éditeur
- 1892 : L'affaire du Café de Paris, scène à parlé, paroles de Léon Maillot, Paris, Georges Ondet éditeur
- 1892 : La pièce de cent sous, chansonnette, paroles de Belhiatus, Paris, Fouquet éditeur
- 1893 : Faisez du gesticulement, chansonnette, paroles de Belhiatus, Paris, Mme Renoult éditeur
- 1893 : Les malchanceux, chanson, paroles d'Étienne Decrept, Paris, Mme Renoult éditeur
- 1893 : Lorsque les femmes sont jolies, romance, paroles de Éloi Bousquat[14], Paris, Georges Ondet éditeur
- 1893 : Il faut voir la lune, sérénade, paroles de Paul Rosario[15], Paris, Georges Ondet éditeur
- 1893 : La levrette de la Marquise, chansonnette, paroles d'Octave Pradels, Paris, répertoire Paulus chez Grim
- 1894 : Mister Malbrough, chansonnette comique, paroles de Lucien Delormel et Léon Garnier, Paris, répertoire Paulus chez Félicien Vargues
- 1894 : Lettre à la Môme, chansonnette comique, paroles de Lucien Delormel et Léon Garnier, Paris, répertoire Paulus chez Félicien Vargues
- 1896 : La Ratière, chansonnette, paroles de Charles Bénédic et Gaston Ringard, Paris, G. Ondet éditeur

## Musique de scène
- 1886 : Trim-Pincettes, grande scène comique avec transformations et danses, paroles de Camille Nogent et Paul Lorgnat, Paris, L. Éveillard éditeur
- 1890 : Le Rosier de Théodule, opérette en 1 acte de Julien Sermet et Louis Mullem, au Concert Européen (26 septembre)
- 1891 : Pauvre Pierrot ! / Après le bal, pantomime en 1 acte en 3 tableaux de Séverin et Théodore Thalès, à l'Eldorado (6 février)[16]
- 1891 : Blanc-Partout, vaudeville-pantomime en 2 actes de Félix Galipaux et Paul Lheureux, à l'Eldorado (14 mars)
- 1891 : L'Ambassadeur, opérette en 1 acte de Marcel Ridoux, au Concert Européen (24 avril)
- 1891 : L'Empailleur du roi, opérette en 1 acte et 2 tableaux d'Eugène Riffey et Adolphe Moullet, à Ba-Ta-Clan (25 avril)
- 1891 : Falsacappa, folie musicale en 1 acte d'Antoine Queyriaux et Ernest Lévy, au Concert de l'Horloge (20 mai)
- 1891 : Friquet, pièce en 1 acte, mêlée de chants, de Benjamin Lebreton et Henry Moreau, à l'Eldorado (24 septembre)
- 1891 : La Vertu de Lolotte, vaudeville en 3 actes de Maurice Ordonneau, au théâtre des Menus-Plaisirs (12 décembre)
- 1892 : L'Héritier, opérette en 1 acte d'Eugène Héros et Alexandre Kéraval, , au Concert Européen (19 février)
- 1892 : L'Interview, comédie en 1 acte d'Eugène Héros, au Théâtre Artistique (20 mars)
- 1892 : Horloge-les-Bains, opérette d'Eugène Héros, au Concert de l'Horloge (4 juin)
- 1892 : Fleur de Coca, pantomime de Paul Arène et Gustave Goetschy[17], au théâtre Angelo Mariani (29 juin)
- 1892 : L'Amour s'amuse, saynète en vers d'Étienne Decrept, à la Scala (29 octobre)[18]
- 1892 : Le Petit chaperon de Montrouge, pantomime en 1 acte et 3 tableaux de Léon Garnier et Léon Jonathan, à Ba-Ta-Clan (17 novembre)
- 1893 : Muguette, saynète en vers de René Esse, à la Scala (3 mars)
- 1893 : La Visite du major, saynète-bouffe d'Antoine Queyriaux et Émile Chicot[19], au Paris-Concert (mars)
- 1893 : La Mouche d'or / Le Scarabée d'or, opérette en 2 actes de Louis Péricaud et Gaston Marot[20], au Petit-Casino (15 septembre)
- 1893 : En chasse, opérette en 1 acte de Bernard Lartigue et Paul Roussel, au Concert Européen (1er décembre)
- 1894 : En rentrant de chez Molier, pantomime en 1 acte , au Cirque Molier (18 juin)

## Distinctions
- Officier d'Académie (arrêté ministériel du 14 juillet 1889)[21].

## Postérité
- Sa chanson Un coup de soleil est reprise dans le film La Règle du jeu de Jean Renoir en 1939.
- La Levrette de la Marquise est reprise en 2007 dans l' Anthologie de la chanson française enregistrée - Les Années 1900-1920 (EPM).
- La boiteuse est incluse dans la compilation Maman et papa me chantaient publiée en 2015.